# Bythaelurus immaculatus
Bythaelurus immaculatus — акула з роду Bythaelurus родини Котячі акули. Інші назви «чиста котяча акула», «однотонна котяча акула», «бездоганна котяча акула».

## Опис
Загальна довжина досягає 71-76 см. Це найбільший представник свого роду. Доволі схожа на котячу акулу Доусона. Голова відносно велика, зверху дещо сплощена, округла. Морда більшої довжини ніж в інших видів Bythaelurus. Очі середнього розміру, мигдалеподібні, з мигальною перетинкою. За ними розташовані маленькі бризкальця. Ніздрі середнього розміру. Носові клапани маленькі. Губні борозни короткі. Рот помірно широкий. Зуби дрібні й гострі, з багатьма верхівками, з яких центральна найдовша. У неї 5 пар зябрових щілин. Тулуб стрункий. Грудні плавці великі, овальної форми. Має 2 маленьких спинних плавця, розташовані у хвостовій частині. задній спинний плавець трохи більше за передній. Черевні плавці дещо більше за спинні. Черево видовжене. Анальний плавець менше за задній спинний плавець, вузький. Хвостовий плавець доволі довгий, вузький, гетероцеркальний, нижня лопать майже не розвинена.
Забарвлення однотонне темно-жовтувато-коричневе з сіруватим відтінком. Черево на відміну від інших видів того ж кольору, що й спина та боки.

## Спосіб життя
Тримається на глибинах від 500 до 1020 м. Повільна, малоактивна акула. Весь час перебуває на власній ділянці проживання. Полює цілодобово на здобич біля дна. Живиться глибоководними ракоподібними, дрібними кальмарами, невеличкою костистою рибою.
Це яйцекладні акули. Самиці відкладають 2 яйця.

## Розповсюдження
Мешкає у Південно-Китайському морі, на відстань близько 400 км від о.Хайнань (КНР).